# Pap Norbert
Pap Norbert (Tab, 1969. június 3.) magyar geográfus-történész. A pécsi Balkán-kutatóműhely alapítója, a szigetvári Zrínyi-Szulejmán kutatócsoport vezetője.

## Életpályája
Középiskolai tanulmányait részben Tatabányán, geológiai szakközépiskolában, részben pedig a Petőfi Sándor Gimnáziumban végezte. Felsőfokú tanulmányokat a pécsi Janus Pannonius Tudományegyetemen, először földrajz, később történelem szakon végzett. Egyetemi évei alatt urbanisztika, régészet és turizmus speciális tanulmányokat is végzett. Külföldi ösztöndíjas tanulmányokat Firenzében, az Universitá degli Studi di Firenze, “Cesare Alfieri” Politikatudományi Karán folytatott. Diplomaszerzés után a PTE ÁJK-n posztgraduális politológiai tanulmányokat is végzett. 1995-ben, a pécsi földrajzi doktoriskolában kezdte meg kutatói munkáját. Négy évvel később védte meg doktori disszertációját summa cum laude minősítéssel.
1998-tól a Janus Pannonius Tudományegyetemen, a Földrajzi Intézetben dolgozik. 1999 végén az egyetem rektora felkérte a Kelet-Mediterrán és Balkán Tanulmányok Központjának igazgatói posztja betöltésére, mely feladatot napjainkig ellátja. 2004 óta egyetemi docens, 2005 óta a politikai földrajzi tanszéknek is vezetője.
2008 óta foglalkozik az iszlám kelet-közép-európai és magyar elterjedésével és helyzetével. 2010 óta dolgozik Szigetváron, 2012 óta irányítja a Szulejmán szultán halálával és eltemetésével kapcsolatos kutatásokat. 2015 óta Fodor Pállal együtt vezeti a Zrínyi Miklós és Szulejmán szultán szigetvári szerepével kapcsolatos történeti és földrajzi vizsgálatokat.

## Munkássága
Tudományos érdeklődésének gyújtópontjában az államnak, mint területi képződménynek alkalmazkodási folyamatai állnak a modernizációs követelmények és a globalizáció hatásai között. Oktatói-kutatói munkáját a politikai földrajz, valamint a terület- és településfejlesztés területén kezdte meg. A magyar nemzet nyugatos fejlődése kérdésének elkötelezett híve.
Eddig megjelent 221 publikációja, közte nyolc könyv. Tagja a Magyar Földrajzi Társaságnak és elnöke az MFT Tolnai osztályának. Az MTA Társadalomföldrajzi Bizottsága Politikai Földrajzi Albizottságának elnöke. Az International Geographic Union Comission on Mediterranean Basin tagja. Több könyvsorozat szerkesztőbizottsági tagja. Hazai és külföldi tudományos folyóiratok (Mediterrán és Balkán Fórum, Területfejlesztés és Innováció, Történeti Földrajzi Közlemények, Turisztikai és Vidékfejlesztési Tanulmányok, Interdisciplinary Management, Megatrend Review) szerkesztőbizottságának tagja, illetve elnöke.

## Díjai, elismerései
Soros-ösztöndíjas, Békésy-ösztöndíjas, Bolyai-ösztöndíjas volt. Geopolitikai témájú dolgozatáért Gyimesi Sándor-díjat, az MTA PAB Fiatal Kutatói díjat, az MTA-tól pedig Szádeczky-Kardoss Elemér-díjat kapott politikai földrajzi témájú publikációs tevékenységért. A Magyar Földrajzi Társaság Pro Geographia-díjjal ismerte el, elsősorban a politikai földrajz területén kifejtett oktató, kutató és szervező tevékenységéért. Pécs városa 2013-ban a Város tudományos díjával, Baranya Megye Közgyűlése 2016-ban Kulturális Díjjal ismerte el munkásságát.

## Fontosabb publikációi
- Pap, N. 2013: Hungary, the Balkans and the Mediterranean. Publikon Kiadó, Pécs, 212 p.
- Pap N. 2010: Magyarország a Balkán és a Mediterráneum vonzásában. Publikon Kiadó, Pécs, 320 p.
- Pap, N. 2007: L'Ungheria ed il Mediterraneo. Il carattere geografico dei rapporti fra l'Ungheria e gli stati del Europa meridionale. Imedias Editore, 206 p.
- Pap N. 2001: Törésvonalak Dél-Európában. PTE TTK Földrajzi Intézet Kelet-Mediterrán és Balkán Tanulmányok Központja, Pécs, 183 p.
- Pap N. 2007: Kistérségfejlesztés. A kistérségfejlesztés elmélete és gyakorlata a rendszerváltozás után Magyarországon. Alexandra Kiadó, Pécs, 201 p.
- Pap, N, - Kitanics, M, - Gyenizse, P, - Hancz, E, - Bognár, Z, - Tóth, T, - Hámori, Z. 2015: Finding the tomb of Suleiman the Magnificent in Szigetvár, Hungary: historical, geophysical and archeological investigations. - Die Erde, 146:(4) pp. 289–303.
- Pap, N. – Kitanics, M. 2015: Nagy Szulejmán szultán szigetvári türbéjének kutatása (1903-2015). – Mediterrán és Balkán Fórum, 9:(2) pp. 2–19.
- Pap, N. – Reményi, P. – M. Császár, Zs. – Végh, A. 2014: Islam and the Hungarians - MITTEILUNGEN DER OSTERREICHISCHEN GEOGRAPHISCHEN GESELLSCHAFT 156: pp. 191–220.
- Pap, N. - Kitanics, M. 2014: Hungary and the Balkans. – MEGATREND REVIEW / MEGATREND REVIJA 11:(4) pp. 219–240.
- Pap N. 2014: A szigetvári Szülejmán-kutatás kezdetei, a 2013-as év fontosabb eredményei / Sigetvar’da Kanuni Sultan Süleyman Hakkında Yapılan Arastırmaların Ana Noktaları ve 2013 Yılı Sonuçları. In: Pap N. (szerk./ed.): Szülejmán szultán emlékezete Szigetváron/Kanuni Sultan Süleyman’ın Sigetvar’daki hatırası. – Mediterrán és Balkán Fórum, VIII. évfolyam, Különszám, PTE TTK FI, Pécs, pp. 23–36.
- Pap N. 2013: A pécsi szunnita muszlim közösség. – Kisebbségkutatás, 22:(2) pp. 120–133.
- Pap N. – Nagy J. T. – Végh A. – Léphaft Á. 2013: A magyarországi muszlim migránsok az információs társadalomban. - INFORMÁCIÓS TÁRSADALOM: TÁRSADALOMTUDOMÁNYI FOLYÓIRAT 13:(3-4) pp. 59–78.
- Pap N. 2013: A muszlim közösségek szerveződésének sajátosságai Kelet-Közép-Európában. – Civil Szemle, 10:(2) pp. 49–65.
- Pap N. 2012: A magyar Balkán politika kihívásai. Külügyi Szemle, 11. évfolyam, 4. szám, pp. 150–165.
- Pap, N. – Kitanics, M. 2012: La apuesta de Montenegro por la integracion europea. - CUADERNOS CONSTITUCIONALES DE LA CÁTEDRA FADRIQUE FURIÓ CERIOL. 38: pp. 21–32. (2012)
- Pap, N. – Kitanics, M. 2012: Las relaciones geopolíticas de las áreas albanesas. – Historia Actual Online, 10:(27) pp. 103–116.
- Pap, N. – Végh, A. – Reményi, P. 2012: Corridors in the Western Balkans and the Hungarian exit to the sea. – Revista Romana de Geografie Politica, Volume 14, Issue 2, pp. 176–188.
- M. Császár Zs. – Pap N. 2011: A Balkán képzete. - Valóság, 54. évfolyam, 5. szám, pp. 40–55.
- Pap N. – Reményi P. – Végh A. 2011: Új állam a Balkánon? - a Republika Srpska… - FÖLDRAJZI KÖZLEMÉNYEK 134:(3) pp. 313–327.
- Pap, N. – Reményi, P. 2007: Security issues of West-Balkan. – Regio, 2007 English Edition, pp. 27–58.
- Pap N. 2007: A Dél-Dunántúl helye, szerepe a magyar-itáliai kapcsolatokban. – Limes. Nemzetpolitikai Szemle, 19:(3) pp. 99–113.
- Pap N. 2007: A magyar-dél-európai gazdasági, politikai és kulturális kapcsolatok területi mintázata az európai mediterrán térséggel. – Tér és Társadalom, pp. 133–156.
- Pap, N. – Reményi, P. – Végh A. 2005: A Brčkoi Körzet szerepe és jelentősége a háború utáni Boszniában. - SZAKMAI SZEMLE: A KATONAI NEMZETBIZTONSÁGI SZOLGÁLAT TUDOMÁNYOS-SZAKMAI FOLYÓIRATA, 3:(2) pp. 133–137.
- Pap, N. 2003: Political geography of Southern Europe. - GEOGRAFSKI VESTNIK 75:(2) pp. 101–109.
- Pap N. 1999: Korridorok Köztes-Európában – Földrajzi Közlemények CXXIII./XLVII./ 3-4. szám, pp. 180–190.
- Pap, N.–Végh, A. 2006: Agriculture. In: KOCSIS, K. ed.: South Eastern-Europe in maps. GRI - HAS, pp. 97–107.
- Hajdú, Z.–Pap, N.–Pirisi, G. 2005: Handelszentren und Siedlungsstruktur im Komitat Tolna. In: Walter Zsilincsar Hsg., Neue Einzelhandelsstrukturen am Rande von Kleinstadten, Graz, pp. 99–108.
- Pap N. 2006: A délnyugati korridor és jelentősége Magyarország életében. In: PAP N. szerk.: A Balatontól az Adriáig. Lomart Kiadó – PTE TTK Kelet-Mediterrán és Balkán Tanulmányok Központja, Pécs, pp. 9–32.
- Pap, N. 2007: The Hungarian, Regional Development System. In: PAP, N. ed.: Tolna – a rural area in Central –Europe. Local and regional development in Tolna County, Hungary. Lomart Publisher, Pécs, pp. 9 – 24.
- Pap N. – Végh A. 2008: Minderheit-Mehrheit-Mutternation-Verhältnisse im Westbalkan - Raum. In: KUPA L./HAMMER E. Hrsg.: Ethno-Kulturelle Begegnungen in Mittel- und Osteuropa. Verlag Dr. Kovac, Hamburg, pp. 199–214.
- Pap N. 2009: The southern dimension in Hungarian foreign policy thinking. In: The Hungarian Cultural Diversity Research Group (ed.), Joint Research with the University of Pécs for the Preservation and Development of Cultural Diversity, Graduate School of Humanities and Social Sciences, Nagoya City University, Nagoya, Japan, 2009.
- Hajdú Z.–Pap N. 2005: Potential possibilities of cross-border cooperations across the hungarian-croatian border after Hungary’s accession to the European Union. - Region and Regionalism, The Role of borderlands in United Europe.No. 7 vol. 1., pp. 117–124.
- Pap N.–Tóth J.–Csapó T. 2006: Some thoughts on the relation system between the university and the society. – Lehrstuhl Wirtschaftsgeographie und Regionalplanung, Baureuth, H. 243., pp. 1–9.
- Pap N.–Végh A. 2006: The institutional system and working experiences of Hungarian spatial development. - Interdisciplinary Management Research II. JJ. Strossmayer University of Osijek, Osijek pp. 47–71.
- Pap N. 2006: Agricultural impact on the environment in the Balcan Peninsula. – G. J. HALASI-KUN ed.: - Pollution and water Resources. Vol. XXXVI. Columbia University, New York, pp. 256–264.
- Pap N. 2008: Pécs - a gateway city? - Acta Beregsiensis VIII. évf. 2. kötet pp. 223–238.
- N. Pap - A. Yamamoto 2009: The Tourism Politics and European Capital of Culture in 2010 Pécs - The Annual Report of Institute for Studies in Humanities and Cultures, Nagoya City University, Nagoya, Japan, 2009, pp. 37–42. (japánul)
- Pap N. 2003: Geographic Aspects of Regional Development Policy. – Development and Finance 2003/3, pp. 81–87.
- Pap N. 2007: A Dunántúl szerepe a balkáni és itáliai kapcsolatok alakításában. –Limes 2007/3. pp. 99–113.
- Pap N. 2007: A magyar-olasz kapcsolatok földrajzi dimenziói. – Földrajzi Értesítő, LV. évf 3-4. szám pp. 303–332.
- Pap N. 2007: A magyar-dél-európai gazdasági, politikai és kulturális kapcsolatok területi mintázata az európai mediterrán térséggel. – Tér és Társadalom, 2007/4. sz. pp. 133–156.[5]

## Lásd még
- Geographia Pannonica Nova
- Mediterrán és Balkán Fórum
- Balkán Füzetek
- Területfejlesztés és Innováció

## Külső hivatkozások
- Kelet-Mediterrán és Balkán Tanulmányok Központja Archiválva 2012. május 13-i dátummal a Wayback Machine-ben
- PTE TTK Földrajzi Intézet